# Вахновцы (Новоушицкий район)
Вахновцы (укр. Вахнівці) — село в Новоушицком районе Хмельницкой области Украины.
Население по переписи 2001 года составляло 490 человек. Почтовый индекс — 32650. Телефонный код — 3847. Занимает площадь 1,896 км². Код КОАТУУ — 6823381501.

## Местный совет
32650, Хмельницкая обл., Новоушицкий р-н, с. Вахновцы